# Stockholm Open 2002
Lo Stockholm Open 2002 è stato un torneo di tennis giocato sul cemento indoor. 
È stata la 34ª edizione dello Stockholm Open, che fa parte della categoria International Series nell'ambito dell'ATP Tour 2002.
Il torneo si è giocato al Kungliga tennishallen di Stoccolma in Svezia, dal 21 al 27 ottobre 2002.

## Campioni

### Singolare
Paradorn Srichaphan ha battuto in finale   Marcelo Ríos con il punteggio di 6(2)–7, 6–0, 6–3, 6–2

### Doppio
Wayne Black /  Kevin Ullyett hanno battuto in finale  Wayne Arthurs /  Paul Hanley con il punteggio di 6–4, 2–6, 7–6(4)